# Hissa Hilal
Hissa Hilal (en arabe : حصة هلال), de son nom complet Hissa Hilal al Malihan al 'Unzi, est une journaliste et poètesse saoudienne. Elle a d'abord écrit sous le pseudonyme Rimiya ou Remia (en arabe : ريميه),,. 
Sa renommée est venue en 2010, après avoir récité un poème sur les fatwas dans l'émission de télé-réalité émiratie Million's Poet (en) (« poète d’un million »). Elle est la première femme à atteindre la finale de ce concours suivi par plus de 75 millions de téléspectateurs des pays arabes.

## Biographie

### Enfance et travail
Hissa Hilal est née dans une communauté bédouine dans le nord-ouest de l’Arabie saoudite, près de la Jordanie. Sa famille a quitté le désert pour la ville quand elle avait 6 ou 7 ans. Son grand-père possédait un grand troupeau de chameaux, la base de leur économie, de leur vie. Le père et les oncles de Hissa Hilal n’ont pas voulu reprendre cette activité. La vie au désert était « dure », mais « simple ». À la ville, les gens sont devenus « matérialistes ». Quand la famille a pu disposer d’une télévision, les parents interdisaient à leurs enfants les films égyptiens car, dit Hilal, « cela ne parlait que d'amour, c’était leur pire cauchemar ! ».
Hissa Hilal a commencé à écrire de la poésie à l’âge de 12 ans, notamment sur des thèmes concernant l'écriture et la justice,. Elle a caché cette activité à sa famille qui la désapprouvait.  
Hissa Hilal étudie à Bahreïn, où elle découvre la littérature anglaise classique, mais n'a pas pu aller à l'université pour des raisons financières. 
Certains poèmes ont été publiés dans des journaux et des magazines saoudiens alors qu'elle travaillait comme employée de bureau dans un hôpital de Riyad, utilisant l'argent de ses premières ventes pour acheter un fax afin de pouvoir écrire des articles d'arts à domicile,. Hissa Hilal a travaillé comme rédactrice en chef et correspondante pour plusieurs journaux et magazines en Arabie saoudite et dans la région du golfe Persique. Elle a également édité les pages consacrées à la poésie de Al-Hayat.
Le mari de Hissa Hilal est aussi journaliste, écrivain et poète. Elle affirme que son mariage lui a donné une liberté de création accrue par rapport à sa famille et que ses quatre enfants sont une source de stabilité.

### Million's Poet
J'ai vu le diable, dans les yeux des fatwas,
à une époque où le licite devient illicite.

J'ai vu le diable, dans les yeux des fatwas,
à une époque où le licite devient illicite.

Pour que la vérité éclate au grand jour,
on lève le voile, les masquent tombent,

et le monstre sauvage sort de sa tanière,
aigri et en colère, aveuglé par ses idées barbares,
portant le mort comme une ceinture autour de la taille.

On lève le voile, les masquent tombent,
et le monstre sauvage sort de sa tanière,
aigri et en colère, aveuglé par ses idées barbares,
portant la mort comme une ceinture autour de la taille.

Hissa Hilal aurait voulu concourir lors des précédentes saisons de Million's Poet, mais son mari a hésité à lui accorder la permission écrite dont elle avait besoin en tant que femme saoudienne pour voyager à l'étranger. C'est lors de la quatrième saison, en 2010, qu'il lui donne finalement cette autorisation. 
Hissa Hilal et sa poésie ont provoqué l'enthousiasme tant des juges que du public de Million's Poet. Un juge déclare « Sa force réside dans les images créées... Sa poésie est puissante. Elle a toujours un message et une opinion forte, même sur des sujets controversés ». Le poème de Hissa Hilal qui a eu le plus d’échos lors de ce concours est Le chaos des fatwas. Il critique en dactyles rimés les clercs « barbares » qui dirigent son pays, et condamne la violence et les restrictions des droits résultant des positions fondamentalistes exprimées dans les fatwas. Le poème est considéré comme une réponse aux propos de Cheikh Abdul-Rahman al-Barrak qui a appelé à la mise à mort des partisans de la mixité. Hissa Hilal a reçu des menaces de mort en ligne pour ce poème. Elle explique que le langage et les images provocantes utilisés dans ses poèmes sont le reflet des religieux fondamentalistes, qui évoquent l'image des attentats-suicides. Car « l'extrémisme est tel qu'on ne peut en parler autrement ».  
Au niveau suivant de la compétition, la semaine suivante, le poème de Hissa Hilal consiste en 15 versets sur un thème similaire. Elle obtient le meilleur score, une place en finale, et les louanges des juges pour son courage. Son poème dit que les médias, un sujet choisi par les juges, pourraient être utilisés pour lutter contre l'ignorance et la censure : « Je me joins aux oiseaux de lumière dans une bataille d'illumination, nous voulons nous élever avec un monde qui combat son ignorance ».
Si tu souffres de la chaleur et que tes émotions sèchent,
Je te désaltère avec mes mots telle une pluie diluvienne.

Hissa Hilal remporte la troisième place du concours, un prix de 3 millions de dirhams. Un nombre jamais vu de femmes ont assisté à cette finale,. Elle a reçu la note la plus élevée du jury (56 %, contre 50-54 % pour les quatre autres finalistes), qui compte pour 60% de la note finale d'un concurrent, mais n'a pas obtenu suffisamment de voix du public pour gagner le concours. Sa dernière contribution est une adresse du poète à ses poèmes.
The Independent écrit que « Million's Poet is a particularly remarkable venue for her message given the conservatism of its format » (compte tenu du format conservateur de Million's Poet, c'est une tribune exceptionnelle pour son message). Cette émission promeut une poésie traditionnelle et peut atteindre un vaste public, plus conservateur que les spectacles influencés par l'Occident.  
Hissa Hilal affirme que, puisque le clergé extrémiste conserve un soutien par l'emploi de « termes et expressions religieux profondément ancrés dans la psyché de chacun », les modérés devraient utiliser une rhétorique similaire plutôt qu'un langage moderne auquel les gens ne s'identifient pas. Des analystes voient en cette forme de poésie un moyen de plus en plus utilisé pour aborder les problèmes sociaux, la contribution de Hilal accentue cette tendance. 
L'apparition de Hissa Hilal portant le niqab a été relevé dans les médias, elle dit l'avoir fait pour éviter les critiques envers sa parenté masculine, qui soutient sa poésie. Elle espère que ses filles n'auront pas à se couvrir le visage à l'avenir. Hissa Hilal a déclaré que Le chaos des fatwas résulte en partie de son expérience avec le niqab en dehors de l'Arabie saoudite : les réactions négatives des occidentaux lui ont fait comprendre à quel point les extrémistes de sa propre religion ont porté atteinte à la réputation de tous les musulmans.

### Documentaire et suites
En 2017, un film documentaire allemand de 90 minutes sur Hissa Hilal est réalisé et produit par Stefanie Brockhaus et Andreas Wolff, il s’intitule The Poetess (la poètesse). 
Le film a reçu une standing ovation au Festival de Locarno (août 2017), où Hissa Hilal est apparue sans le traditionnel niqab, interdit dans le canton du Tessin. Le public et la presse ont été priés de ne pas la filmer ou de la prendre en photo. Hissa Hilal déclare : « Pour moi, les femmes sont l'âme de la société. Si on les isole, on isole l'âme d'une société ».
Le film sort en Grande-Bretagne et en Allemagne en mai 2018.
Hissa Hilal est invitée à Genève au Festival de la Bâtie en septembre 2018. Elle y déclame ses poèmes sur la musique interprétée en live par Khalil Tufeyhat.

## Publications
Hissa Hilal a publié deux recueils de poésie : Le langage du tas de sable (1993) et The Bedewed One,, avant sa participation au Million's Poet. Ses premiers travaux ont été publiés sous le pseudonyme « Remia », surtout à la demande de sa mère venant d’un milieu bédouin conservateur. Puis son mari lui conseille d’écrire sous son propre nom.
Talâq et poésie khul' : une lecture de la condition de la femme dans la société tribale et la poésie Nabati comme témoignage (2010) est un recueil de poèmes Nabati écrits avant 1950 par des femmes bédouines, concernant les règles du divorce musulman (Talâq) en particulier quand il intervient à l'initiative de la femme (Khul'). Hissa Hilal a édité cette collection pour montrer la liberté de parole et l'autonomie en matière familiale que les femmes de précédentes générations avaient en Arabie Saoudite,. Cinquante femmes poètes de différentes tribus bédouines sont citées en deux sections : « Le droit de choisir » et « Le rejet et la résistance ». Les poèmes ont été composés pour le plus ancien il y a plus de deux siècles et pour le plus récent il y a une quarantaine d'années. Hissa Hilal déclare à propos de ce livre: « Les femmes tribales récitaient des poèmes demandant le divorce, leurs maris acceptaient alors de divorcer ». Abdallah ibn Raddas a rassemblé la plupart de ces poèmes dans les années 1950 et 1960. Des récits basés sur la tradition orale, concernant les femmes voulant se séparer de leur mari par désir d'indépendance et de libre expression, par frustration, ou à cause de beaux-parents dominateurs, ou de femmes déterminées face aux divorces décidés par leurs maris. L’anthologie de Hissa Hilal va à l’encontre de l’idée dominante selon laquelle la société moderne est plus civilisée que la société tribale d’autrefois, elle illustre les différences entre les rôles des sexes dans les communautés du désert et dans les communautés urbaines qui ont fini par dominer. 
Enlightenment (2011) est une compilation des poèmes de Hissa Hilal des années 2000 qui inclut Le chaos des fatwas,.